# Bralin
Bralin (deutsch Bralin) ist ein Dorf im Powiat Kępiński der Woiwodschaft Großpolen in Polen. Es ist Sitz der gleichnamigen Landgemeinde mit 6084 Einwohnern (Stand 31. Dezember 2020).

## Geographische Lage
Bralin liegt rund 60 Kilometer nordöstlich von Breslau und gehörte zur historischen Region Schlesien. Es hatte einen Bahnhof an der Bahnstrecke Herby–Oleśnica.

## Geschichte
Vielleicht wurde der Ort schon in einer päpstlichen Bulle von Innozenz II. aus dem Jahr 1136 als Bralice erwähnt. Wahrscheinlich um das Jahr 1146 kam das Gebiet bisher in Schlesien um Kępno, unmittelbar im Osten von Bralin, an Großpolen. In der ersten Hälfte des 14. Jahrhunderts wurde diese Grenze bis 1793 zur Staatsgrenze.
Die erste sichere Erwähnung von Bralin stammt aus dem Jahr 1288. Der Ortsname ist vom Personennamen Brała mit dem Suffix -in abgeleitet.
1523–1572, 1650–1658 und 1709–1742 hatte Bralin Stadtrechte.
Im 18. Jahrhundert verlief durch Bralin die Strecke Warschau-Dresden der polnischen Post. Bralin gehörte von 1818 bis 1920 dem schlesischen Landkreis Groß Wartenberg an. Mit dem Ostteil des Landkreises wurde Bralin zum 10. Januar 1920 infolge des Versailler Vertrags vom Deutschen Reich an das wiedergegründete Polen abgetreten. Seitdem ist Bralin mit der Woiwodschaft Posen, bzw. Großpolen verbunden.
Bralin gehörte zu den größten Orten des abgetretenen Gebiets sowie zu den mit den höchsten Anzahl Bewohner mit polnischer Identität.
Im Jahr 1921 gab es in der Gemeinde Bralin im Powiat Kępno 192 Häuser mit 1215 Einwohnern, 908 hielten sich für polnischer und 307 für deutscher Nationalität, 1068 waren römisch-katholisch, 143 evangelisch und 5 waren Juden. Im Gutsgebiet gab es dagegen 9 Häuser mit 188 Einwohnern, davon 148 Polen, 40 Deutsche, 160 Römisch-Katholiken, 28 Evangelische.

## Gemeinde
Zur Landgemeinde (gmina wiejska) Bralin gehören das Dorf selbst und 11 weitere Dörfer mit Schulzenämtern.

## Sehenswürdigkeiten
- Die Wallfahrtskirche St. Maria, die sogenannte Feldkirche (Kościół odpustowy Narodzenia Najświętszej Marii Panny Na Pólku) ist eine Schrotholzkirche von 1711, die 1801 renoviert wurde. Sie hat einen barocken Hauptaltar mit dem Gemälde einer Mondsichelmadonna (etwa um 1700), eine klassizistische Kanzel von Anfang des 19. Jahrhunderts, einen ebensolchen Beichtstuhl und einen barocken Orgelprospekt aus dem 18. Jahrhundert.
- Die katholische Pfarrkirche St. Anna (Kościół św. Anny) ist eine Saalkirche in gotischer Tradition aus dem Jahr 1627, in der sich ein Triptychon von 1520 befindet.[3]

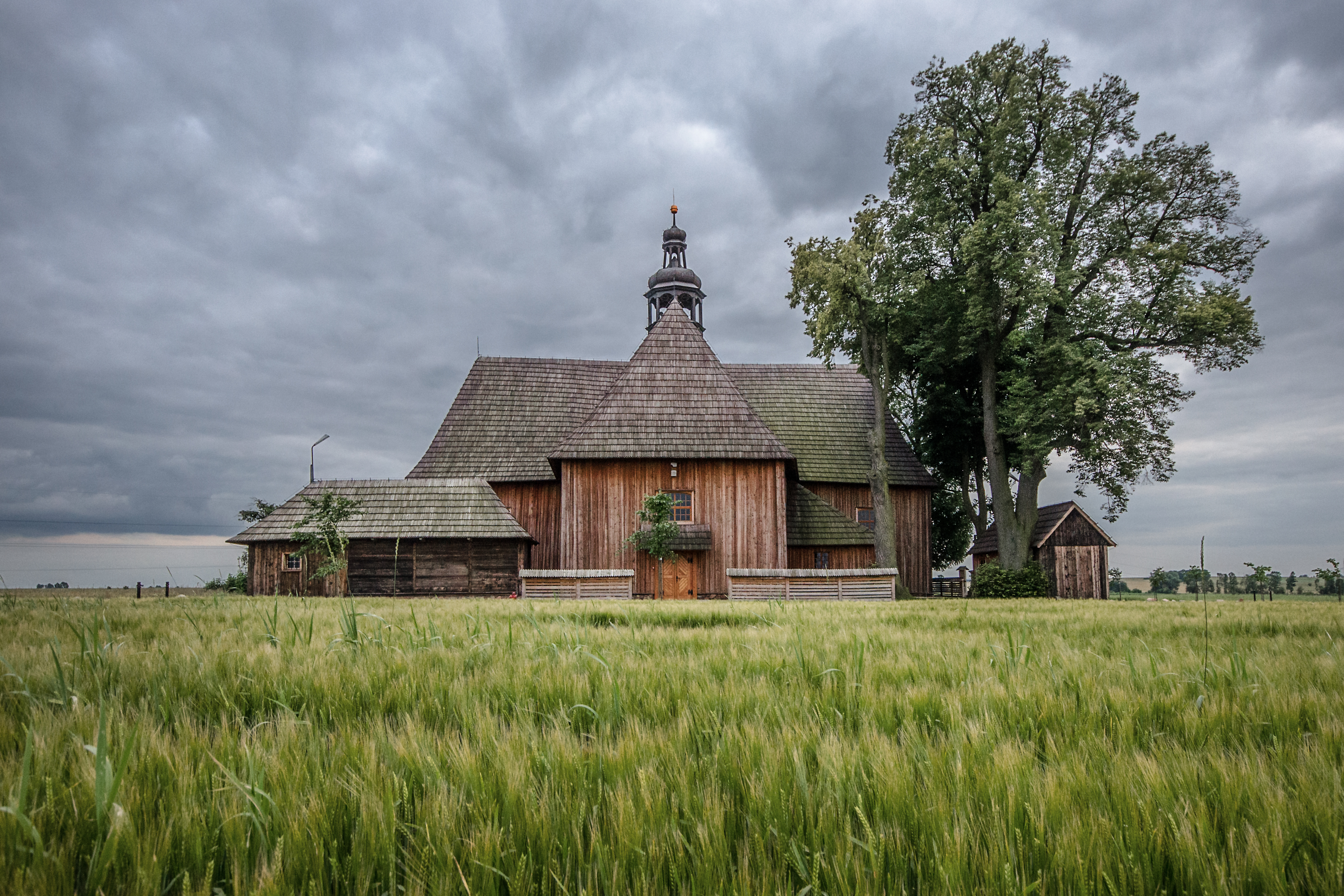
Die Feldkirche St. Maria
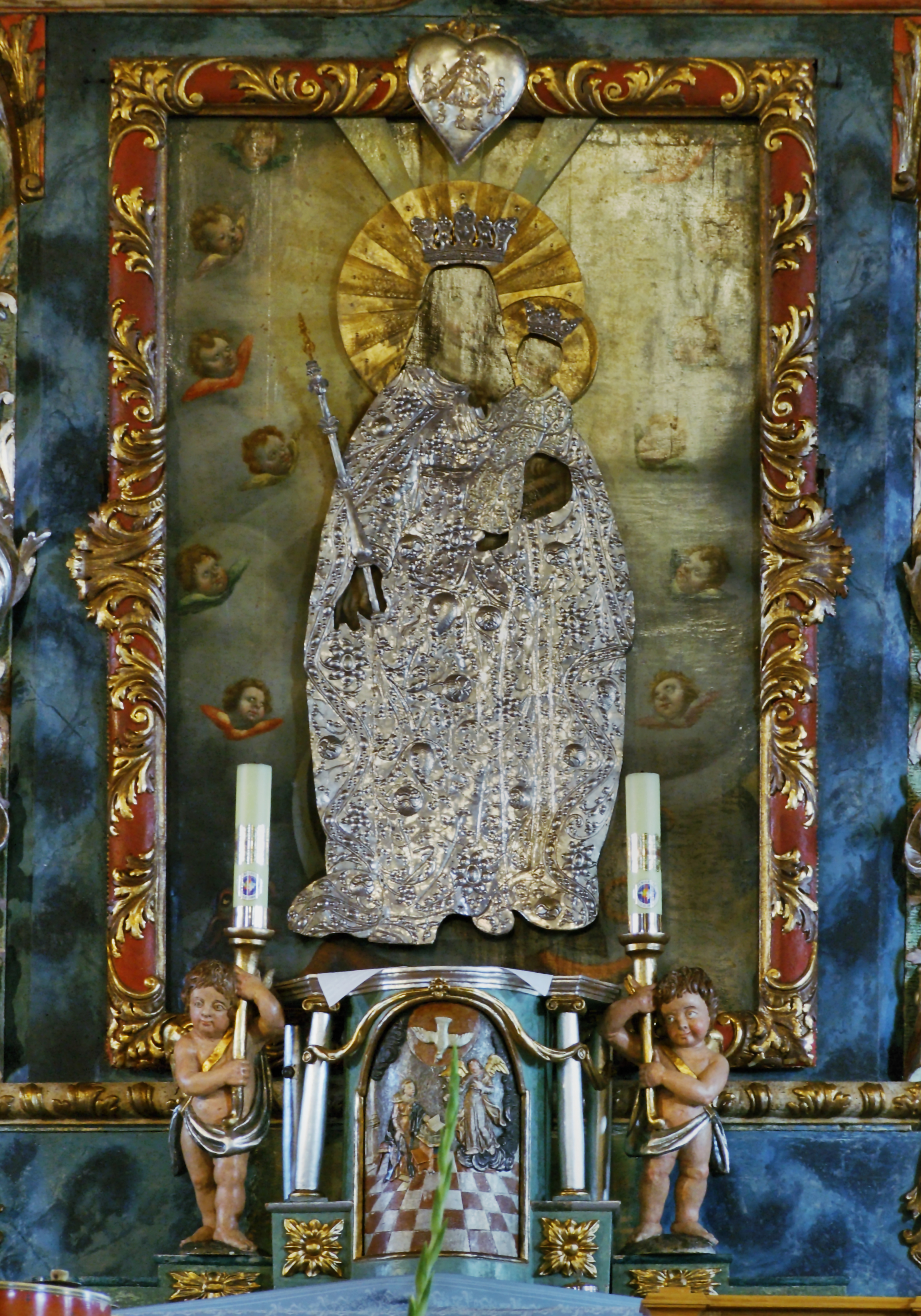
Gemälde des Hauptaltars
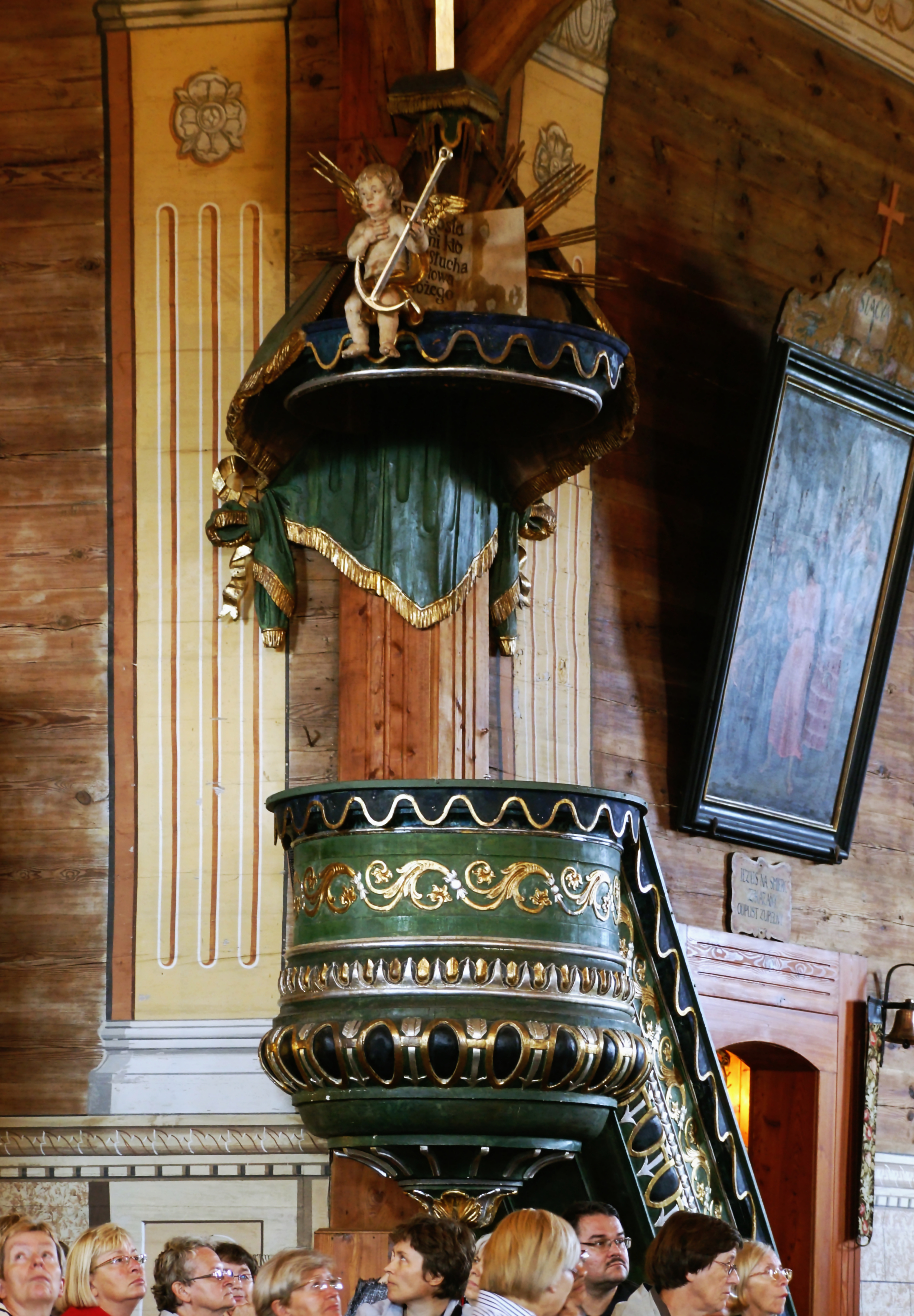
Die Kanzel
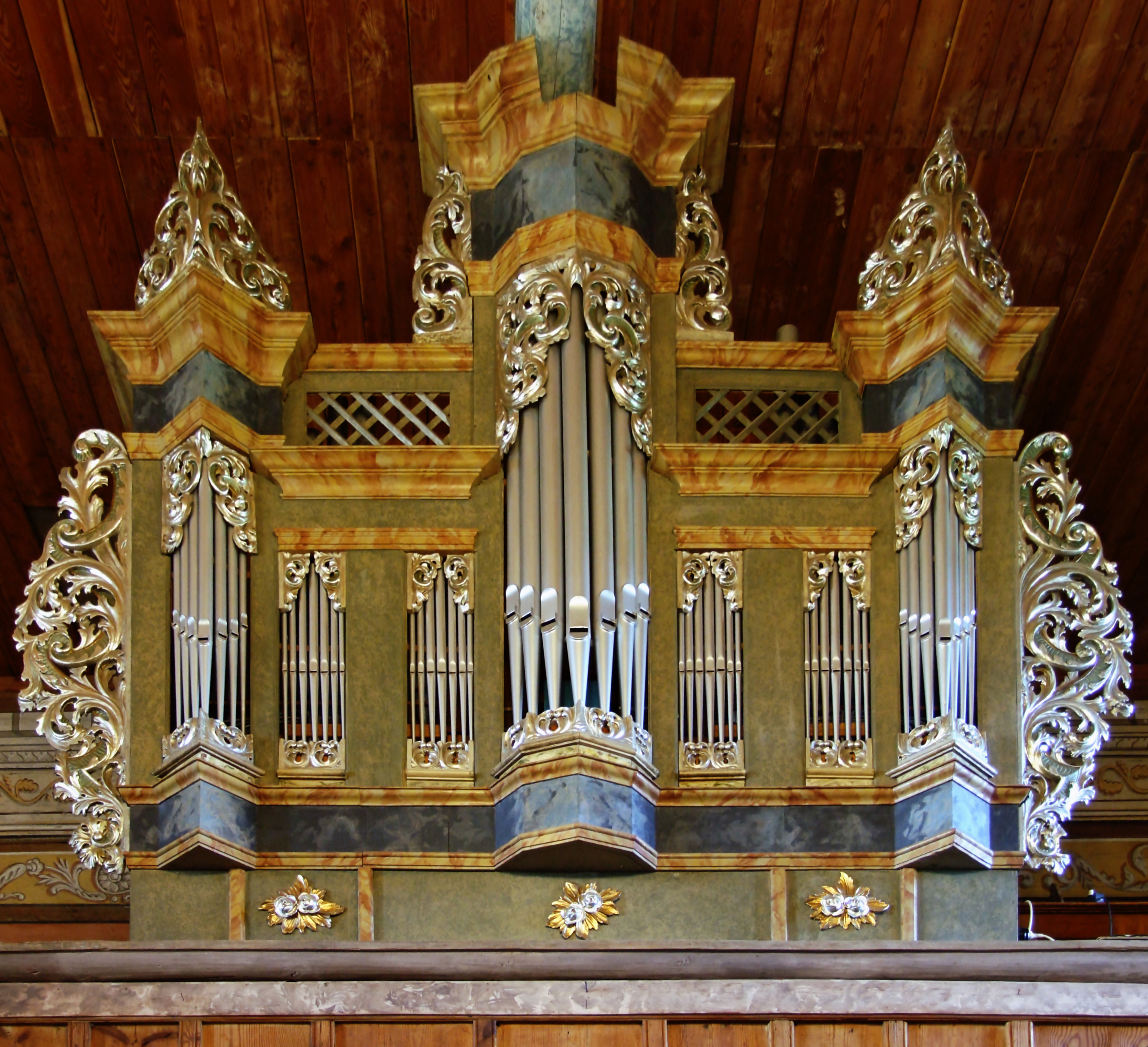
Der Orgelprospekt

## Persönlichkeiten
- Ludwig Perlitius (1872–1938), Agrarwissenschaftler und Politiker (Zentrum)
- Melchior Grossek (1889–1967), schlesischer Priester und Künstler
- Richard Spreu (1896–1969), Landrat
- Paul Kieras (1918–1997), Oberkreisdirektor des Siegkreises.